# Wojwodinowo
Wojwodinowo (bułg. Войводиново) – wieś w południowej Bułgarii, w obwodzie Płowdiw i w gminie Marica.
Miejscowość znajduje się 8 km od Płowdiwu.
Wojwodinowo posiada wiele obszarów inwestycyjnych, między innymi powstał tutaj nowoczesny zakład przetwórczy dla wieprzowiny i wołowiny, który został otwarty w maju 2007 roku. Obiekt posiada zabudowany obszar 5900 m². Produkuje 30 000 ton mięsa na rok i ma 150 pracowników.